# Балтиновский
Балтиновский — хутор в Урюпинском районе Волгоградской области России; входит в состав Беспаловского сельского поселения.

## География
На хуторе имеется одна улица — Центральная.

## История
До 1963 года Балтиновский сельсовет входил в состав Добринского района Сталинградской и Балашовской областей СССР.

## Население
| 2010 |
| ---- |
| 11   |

Население хутора в 2002 году составляло 50 человек.